# Usedlost čp. 34 (Kyšice)
Usedlost čp. 34 pochází z 19. století a je situovaná na obecní návsi v Kyšicích v okrese Plzeň-město. Jedná se o vrcholný příklad venkovské klasicistní architektury. Dne 3. května 1958 byl objekt prohlášen kulturní památkou. Od 22. září 1995 je součástí venkovské památkové zóny.

## Historie a popis
Stavení s trojdílnou dispozicí, vynikající příklad klasicistního lidového stavitelství na Plzeňsku, nese v průčelí bohatě zdobenou fasádu, jejíž přízemní část je trojosá a zdobí ji pilastry s profilovanými hlavicemi. Ve vrcholu štítu je umístěn větrací otvor složitého tvaru. Obytné stavení má sedlovou střechu, v nádvorní straně se dvěma nákladními vikýři. V chlévech a maštali jsou prostory zaklenuté do eliptických pásů s třemi poli placek. K budově chléva je přistavěn mladší hospodářský objekt a kolna se sedlovou asymetrickou střechou.
Stodola o obdélném půdorysu, jež je částečně podsklepená a nachází se v neutěšeném havarijním stavu, měla taktéž sedlovou střechu, která se však již z větší části zřítila. Stavebně byla upravována v roce 1904.
Dle nápisu na bráně statku, která má štítový nástavec s barokizujícími prvky a profilovanou římsou, lze výstavbu usedlosti datovat rokem 1833. S výstavbou sklepů se započelo již o rok dříve. Přestavba proběhla v roce 1944.